# Figurabstraction
La figurabstraction est la tendance, dans la peinture postmoderne, à traiter la figuration (c'est-à-dire la référence au Réel) à l'aide des procédés de la peinture abstraite.
Le néologisme "figurabstraction" a été forgé par le peintre Hector Charpentier en 1993.